# Swamplord
Swamplord je debitantski studijski album finskog melodičnog death metal sastava Kalmah. Album je 23. studenog 2000. godine objavila diskografska kuća Spikefarm Records.

## Popis pjesama
| 1.    | »Evil in You«         | Pekka Kokko        | Antti Kokko        | 5:08 |
| 2.    | »Withering Away«      | P. Kokko           | P. Kokko, A. Kokko | 3:34 |
| 3.    | »Heritance of Berija« | P. Kokko           | A. Kokko           | 4:30 |
| 4.    | »Black Roija«         | P. Kokko, A. Kokko | A. Kokko, P. Kokko | 4:15 |
| 5.    | »Dance of the Water«  | P. Kokko           | P. Kokko           | 4:31 |
| 6.    | »Hades«               | P. Kokko           | A. Kokko           | 4:25 |
| 7.    | »Alteration«          | P. Kokko           | A. Kokko           | 4:42 |
| 8.    | »Using the Word«      | P. Kokko, A. Kokko | A. Kokko           | 5:07 |
| 36:12 |                       |                    |                    |      |

## Recenzije
Andy Hinds, glazbeni kritičar sa stranice AllMusic, dodijelio je albumu tri od pet zvjezdica te je izjavio: "Finski Kalmah na Swamplordu odlučno kuha europsku mješavinu filmskog death metala nijansiranog klasičnom glazbom. Atmosferični klavijaturistički prijelazi pojačavaju dramu, istovremeno dodajući teksturu kvintetovim poražavajućim dvjema gitarama koje su njegov temelj. Uvodna skladba, "Evil in You", započinje zasljepljujućim udarom, ali završava vojnim posmrtnim maršem čiji se zvuk postepeno gubi, gdje se post-Iron Maiden harmonije dviju gitara prepuštaju žalosnim orguljama. Divlji vokali trebali bi se svidjeti obožavateljima At the Gatesa i Emperora; dozvoljavajući gitarama da nose melodijski sadržaj pjesama, "pjevanje" je bijesno urlikanje agresije death metala -- bijela buka pretvorena u vokalne zvukove. Kalmah učinkovito koristi i varijacije u tempu; iako mnoge pjesme samo lete poput metaka iz strojnice, "Dance of the Water" brekće s učinkovitom jednostavnošću umjerenog tempa. Za obožavatelje je žanra Swamplord vrlo vrijedan istraživanja."

## Zasluge
| Kalmah - Antti Kokko – gitara - Pekka Kokko – vokali, gitara - Altti Veteläinen – bas-gitara - Pasi Hiltula – klavijature - Petri Sankala – bubnjevi | Ostalo osoblje - Ahti Kortelainen – produkcija - Mika Jussila – mastering - Juha Vuorma – ilustracija - A. Tolonen – logotip |